# Agallissus melaniodes
Agallissus melaniodes  (лат.) — вид жуков-усачей из подсемейства настоящих усачей.

## Описание
Голова блестяще-чёрная немного уже груди. Усики чёрные не длиннее половины длины тела. Ширина груди в два раза уже ширины надкрылий. Надкрылья чёрно-фиолетовые с красными перевязями.

## Распространение
Вид встречается в Мексике и Гондурасе, Коста-Рике и Гватемале.